# Myrmarachne gedongensis
Myrmarachne gedongensis är en spindelart som beskrevs av Badcock 1918. Myrmarachne gedongensis ingår i släktet Myrmarachne och familjen hoppspindlar. Inga underarter finns listade i Catalogue of Life.